# Casa del Baró de Castellet
La casa o palau del Baró de Castellet és un edifici situat al carrer de Montcada, 17 de Barcelona, catalogat com a bé cultural d'interès local. Actualment, forma part del complex del Museu Picasso.

## Història
Les primeres referències documentals daten de l'any 1263, quan Guillem de Caldes, propietari de l'actual núm. 15, es va adreçar a Martí de Montcada per unes obres que afectaven la mitgera de les dues propietats. El següent propietari conegut fou Pere Duran, que el 1327 la va vendre a Pere de Rones. Posteriorment, va passar a mans del seu gendre Arnau Branca, i el 1531 la seva descendent Angelina Girona la va vendre al mercader Domènec Moradell. El 1556, la seva vídua Joana Fogassot i Masdovells i la seva filla Joana de Moradell i de Fogassot la van vendre al mercader Francesc Xifré.
El 1629, passà a mans d'Acaci Antoni de Ripoll, al mateix temps que la seva filla Eulàlia es casava amb Jeroni de Nadal i Moner, fill del propietari del Palau Nadal. El 1668, el donzell Francesc de Nadal i de Ripoll la va vendre en subhasta pública a Caterina Farell i Blai, vídua del mercader Joan Llinàs, per 2.150 lliures. La nova propietària hi va impulsar una sèrie de reformes, i el 1722, el seu fill Joan Llinàs i Farell, comerciant i nomenat ciutadà honrat de Barcelona el 1674, va vendre la finca al botiguer de tall Miquel Alegre.
El 1791, el seu net Miquel Alegre i Roig, fabricant d'indianes, va demanar permís per a enderrocar-la fins al primer pis i reconstruir-la de nou. El palau fou heretat pel seu fill Marià Alegre d'Aparici i d'Amat, baró de Castellet, que a la seva mort el 1831 el va llegar a l'Hospital de la Santa Creu. Posteriorment, va passar a mans del comerciant de Granollers Jaume Rius i Lladó.
L'11 de setembre del 1963, l'immoble fou expropiat per l'Ajuntament de Barcelona a Jaume Rius i Fabra amb la finalitat d'ampliar el recentment inaugurat Museu Picasso. La direcció tècnica de les obres d'ampliació va recaure sobre els arquitectes municipals del Servei de Conservació de Monuments, Ignasi Serra i Goday i Joaquim de Ros i de Ramis.

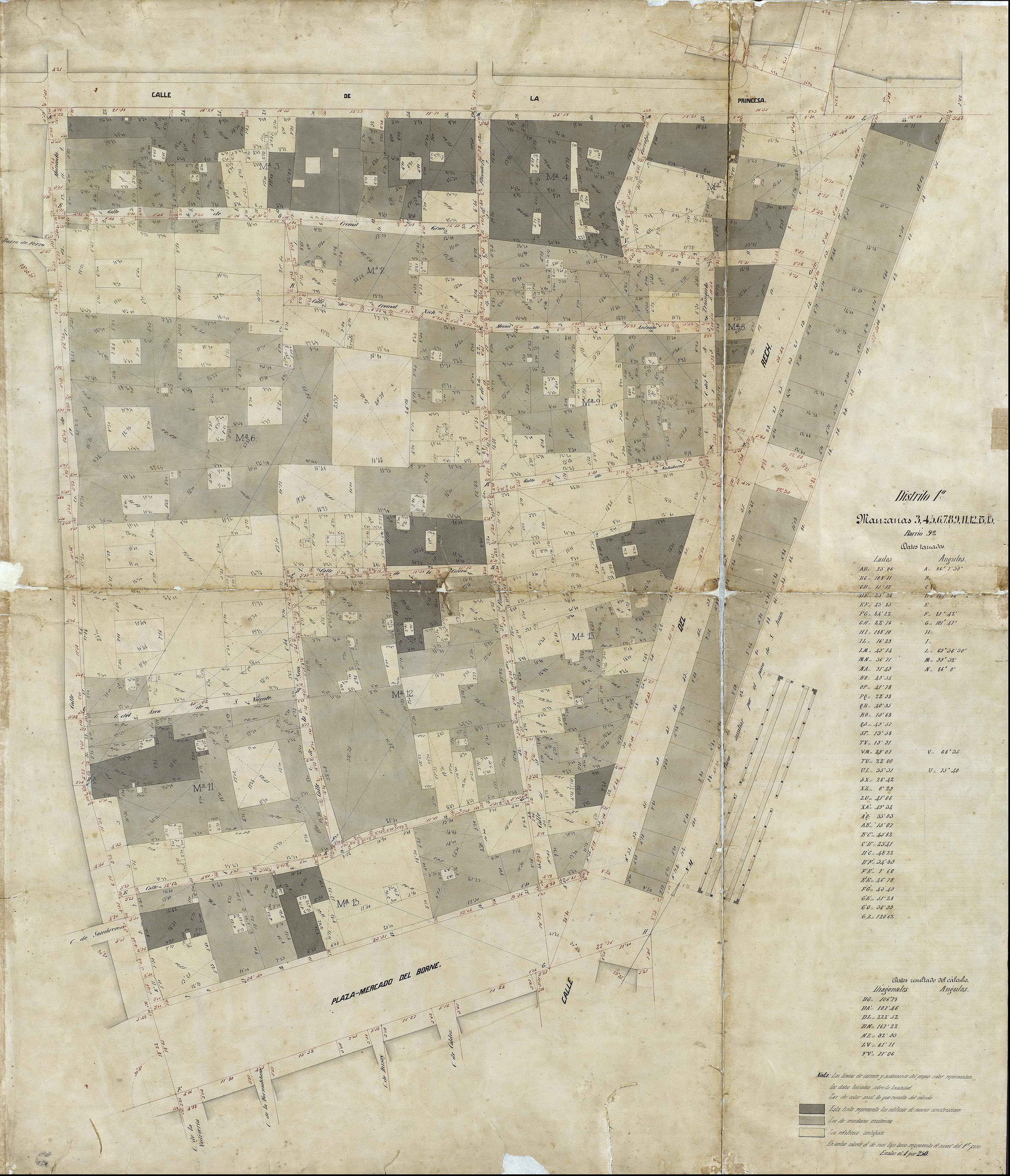
Quarteró núm. 15 de Garriga i Roca (c. 1860)

## Descripció
La finca s'organitza al voltant de dos patis. El pati principal, accessible des del de carrer de Montcada, presenta una planta rectangular i al seu voltant es desenvolupen nombroses estances que comuniquen amb dit pati amb obertures de diversa entitat cronològica i estructural. El pati posterior, de planta quadrangular, presenta unes mides més reduïdes i es localitza a la banda més oriental de la propietat.
L'edifici consta de planta baixa, dos pisos i sotacoberta i es clou amb un terrat pla transitable pràcticament en la seva totalitat, a excepció del sector més occidental (on es localitza l'anomenat Saló del Baró de Castellet) on la solució utilitzada al seu coronament es la d'una coberta a doble vessant. La planta baixa es presenta com un cos obert al carrer a través de tres portes. A diferència de les portes laterals, amb llinda recta, la central presenta un arc de mig punt molt rebaixat en pedra, amb quatre dovelles treballades amb bisell, que es prolonga als muntats. Aquesta monumentalitat es deu a què es tracta de la gran portada d'accés a l'interior de la propietat.
El pis principal s'obre al carrer a través d'un balcó corregut que engloba les tres finestres d'aquest nivell. Es tracta d'un balcó en voladís, amb peanya de pedra i barana de ferro amb reganyols. A sobre de la finestra central del primer pis hi ha una peça escultòrica figurativa que mostra un personatge central, que sembla una representació de Déu Pare rodejat d'àngels. El segon pis disposa igualment de balcons, en aquest cas de voladís menys prominent i amb barana de ferro amb barrots helicoidals. Al darrer nivell s'obre un cos de petites finestres rectangulars que es corresponen amb el pis de sotacoberta (golfes).
La planta baixa s'organitza avui dia com un àmbit transitable amb arcs de diferent tipologia que dividien originàriament els espais i, amb diferent tipus de cobrició: bigues de fusta sobre permòdols i voltes de maó de pla. De fet, a les façanes del pati encara són visibles els testimonis dels grans arcs adovellats d'origen medieval que permetien la circulació o aïllament de dits espais segons les necessitats. En l'àmbit més occidental d'aquest nivell encara es conserven algunes de les sitges de la casa a un nivell de semisoterrani. A l'altra banda del pati, es localitza un espai destinat actualment a acollir les guixetes del museu Picasso, avui dia revestit totalment de formigó i que va substituir la gran escala d'accés a la finca i un forjat cassetonat de fusta, tots dos, molt probablement de cronologies barroques.
Al primer pis, es localitzen nombrosos àmbits que configuren l'espai expositiu del Museu Picasso. Destaquen, en aquest sentit, una sala construïda amb la modificació de l'antic pati elevat de la casa, el qual es va pujar al segon nivell per guanyar aquest espai de planta pis i molt especialment, la sala neoclàssica. Aquesta és fruit de la reforma barroca duta a terme cap al 1791 per Miguel Alegre i Roig, i un dels pocs elements que s'ha conservat gairebé intacte en la restauració de la finca, la qual va prioritzar la recuperació dels elements medievals per sobre dels barrocs.
Hem de destacar també una escala de caragol localitzada al primer pis, que comunica aquest amb el nivell superior.
- Pati: Comparat amb la resta de patis nobles del carrer de Montcada, té unes dimensions força més reduïdes i no disposa d'una escala noble exterior d'accés als pisos superiors. El primer testimoni material d'aquest pati es remuntaria al segle xv, malgrat que la finca tindria els seus orígens a les darreries del segle xiii. Així doncs, es conserven algunes llindes de les finestres coronelles del segle xv, tot i que havien estat substituïdes per altres en cronologies barroques; la troballa d'alguns dels seus elements durant la restauració de la dècada del 1960, van condicionar la seva restitució amb la incorporació de peces noves. Durant aquesta intervenció també es va refer la solana del segon pis i es van incorporar una porta i una finestra esculpides de dubtosa procedència. Malgrat l'eliminació de bona part del projecte barroc de la finca, encara es conserven nombrosos elements estructurals (murs, arcs, finestres, portes, etc.) que donen testimoni de les nombroses transformacions patides per l'edifici al llarg del temps, associades bé als projectes arquitectònics originals, bé als projectes de restauració més contemporanis.[1]

- Gran sala de la planta baixa: Aquest espai va ser construït al segle xviii al lloc ocupat originàriament per l'hort medieval de la casa. La seva finalitat era, d'una banda servir com espai d' emmagatzematge i d'altra, donar suport al pati elevat que es desenvolupava a la planta noble de la finca (amb arbres i una font). A diferència d'altres finques, que solien construir aquest pati a sobre d'un terraplè, en el cas d'aquesta cas (i de les núms. 12 i 15 del mateix carrer de Montcada) es va projectar un espai diàfan. Aquesta obra va suposar una gran despesa econòmica i donava per tant notorietat al seu propietari. Es troba cobert amb una volta de maó en sardinell que recolza a sobre d'un gran pilar central de pedra; aquest espai es perllonga cap a una mena de passadís, cobert també amb una volta de maó en sardinell, en aquest cas correguda. Aquest pati es va conservar in situ fins a la reforma dels anys 1980, quan es va traslladar al segon pis per tal de guanyar espai expositiu pel Museu Picasso.[1]

- Sala neoclàssica: Aquesta gran sala (de gairebé 10 m de alçada), a la qual s'hi s'accedeix des d'una estança coneguda com a estrado, és, juntament amb l'aixecament de la nova façana de l'edifici, l'obra més rellevant realitzada entre 1792 i 1793. Destaca la riquesa dacabats emprats en la seva construcció realitzats amb materials reals i fingits. El sòcol és de marbre negre mentre que les parets estan decorades amb plafons pintats al tremp imitant marbre. El programa decoratiu es completa amb les pilastres i cornises -de guix i fusta policromada i daurada- els busts de filòsofs i les escultures de nens a sobre de les portes. Aquest empremta clàssica es reforça amb l'enteixinat amb cassetons rectangulars i el paviment de mosaic de marbre.[1]